# Jacques François Édouard Hervieux
Jacques François Édouard Hervieux (Louviers, 4 settembre 1818 – Parigi, 31 marzo 1905) è stato un pediatra e ginecologo francese.

## Biografia
Nel 1838 ricevette la licenza a Rouen, in seguito ottenne la laurea in scienze a Parigi (1841), luogo in cui studiò anche medicina. Dal 1844 al 1848 lavorò come internista presso l'ospedale di Parigi. Nel 1892 divenne ufficiale della Légion d'Honneur e nel 1896 fu nominato presidente dell'Académie Nationale de Médecine.
Nel 1847 pubblicò un'importante opera sull'ittero nei neonati.

## Opere
- De l'ictère de nouveau-nés, Université de Paris, 1847.
- De l'emploi de la digitaline, de ses effets physiologiques, etc., Université de Paris, 1848.
- De la diphtérie,  Université de Paris, 1860.
- Étiologie et prophylaxie des épidémies puerpérales,  Université de Paris, 1865.
- Ictère puerpéral,Université de Paris, 1867.
- Traité clinique et pratique des maladies puerpérales suites de couches, Université de Paris, 1870.